# Torano Nuovo
Torano Nuovo est une commune italienne située dans la province de Teramo, dans la région Abruzzes, en Italie méridionale. Elle compte environ 1 700 habitants.

## Géographie
Torano Nuovo est située au piémont de l'Appenin des Abruzzes, sur une colline de 241 m d'altitude, qui s'élève sur la rive gauche de la rivière Vibrata. La ville est à environ 30 km au nord-est de Teramo, à 60 km au nord-est de L'Aquila et à 150 km au nord-est de Rome. Le paysage environnant est composé de collines et de vignobles. La commune est classée en zone sismique 2 (sismicité moyenne à forte).

### Démographie
| 1861  | 1871  | 1881  | 1901  | 1911  | 1921  | 1931  | 1936  | 1951  |
| ----- | ----- | ----- | ----- | ----- | ----- | ----- | ----- | ----- |
| 1 637 | 1 736 | 1 748 | 2 039 | 2 037 | 2 132 | 2 119 | 2 190 | 2 160 |

| 1961  | 1971  | 1981  | 1991  | 2001  | 2004  | 2005  | 2007  | 2009  |
| ----- | ----- | ----- | ----- | ----- | ----- | ----- | ----- | ----- |
| 2 037 | 1 672 | 1 629 | 1 712 | 1 684 | 1 684 | 1 675 | 1 664 | 1 688 |

La commune compte 539 foyers. La baisse démographique a été de 1,6 % entre 1991 et 2001.

## Histoire
Le nom de la ville vient du nom de la déesse de la fécondité Turan, tandis que l'adjectif « Nuovo » (nouveau) a été ajouté en 1864 par un décret royal de Victor-Emmanuel II.
Au Moyen Âge, Torano a certainement été un château fort, à la frontière entre les États pontificaux et le royaume de Naples. En 1496, au cours du conflit connu sous le nom de « guerre de la craie » de Charles VIII, la place a été rasée, mais elle a été reconstruite « plus belle qu'avant ».

## Économie
Torano Nuovo est un centre agricole. Les principales activités sont la culture de la vigne et la production de vin. La ville est célèbre depuis l'Antiquité, pour ses productions. D'après Pline, Hannibal, au retour de la bataille du lac Trasimène, s'en est servi pour guérir ses chevaux malades de la gale. La production de vin (DOC Montepulciano, DOC Trebbiano, DOC Controguerra et DOCG Collines teramanes) est si importante que Torano Nuovo a été nommée « Capitale du Montepulciano des Abruzzezs ». Une partie des exploitations pratique l'agriculture biologique. La commune produit également de la charcuterie (saucisses et jambons des  cinq saisons), du fromage et du miel. L'épeautre est aussi cultivée.
En matière touristique, on y pratique l'accueil à la ferme.

## Monuments et patrimoine

### Église Saint-Martin
Voisine de la villa du baron Cornacchia, dans le hameau de Villa Torri, elle abrite des fresques datées des environs du XVe siècle. Le clocher et le blason nobiliaire des barons Cornacchia date de 1577.

### Église Notre-Dame des Graces
L'église, sous le patronage de Saint Roch et de Notre-Dame des Grâces extra moenia, a été bâtie pour servir de chapelle à la Congrégation de la Charité vers 1600. 
Divers agrandissements effectués au cours des siècles lui ont donné la forme architecturale actuelle. La façade en brique, de style néo-classique, est ornée par deux colonnes et des pilastres à chapiteaux à volutes. Le fronton est muni de pilastres et de décorations florales, qui se répètent aussi sur le portail. Cette réalisation fut dessinée par l'architecte Norberto Rozzi di Campli en 1873, et effectuée en 1876.
L'intérieur comprend une seule nef décorée de fresques de style baroque. Au-dessus des autels latéraux, on trouve deux toiles intéressantes. Celle qui représente l'Immaculée Conception date de 1796. L'autre a pour sujet la Sainte Famille avec Saint Nicolas de Tolentino, surmontés de deux rondes symbolisant l'Annonciation et les âmes au Purgatoire. Ce tableau date de la même époque que le précédent, et est peut-être dû au même peintre. Une inscription en latin, sur la face interne du portail, rappelle que l'édifice a reçu sa forme actuelle en 1912, et été rouvert au public, en grande pompe, le 8 septembre de la même année. Le prêtre de la paroisse était alors Don Andrea Liberatori de Torano.
La chapelle a été décorée de fresques par le peintre Gualtiero Canzanese, de Teramo, et par son épouse Eugenia Nardinocchi, de Torano Nuovo, assistés par Antonio Baserga, lui aussi de Teramo. Ce même Canzanese a ensuite été l'auteur du Parc du Souvenir et du monument aux morts. La statue en bronze de celui-ci a été réquisitionnée durant la Seconde Guerre mondiale, et n'a jamais été retrouvée. Il n'en reste que des photos sur des cartes postales.
L'autel principal, avec une balustrade et une niche contenant la statue de Notre-Dame des Grâces, a été conçu aux alentours de 1940 par l'architecte Antonio Galiffa, de Torano, à la demande du prêtre de l'époque, don Domenico Calandra, de Mosciano San Angelo. Il a été réalisé en marbres polychromes de Carrare par la société Barsanti de Pietrasanta (Lucques), qui a envoyé son propre expert, Peter Mazzei, pour effectuer les travaux de montage sur les murets qui avaient été réalisés par deux maîtres maçons locaux, Alfredo Iampieri et Giuseppe Di Blasio. La voûte de l'abside, décorée de fresques représentant la Foi, l'Espérance et la Charité, a été peinte à la même période par le prêtre et peintre don Antonio Toscani, aidé par Carlo Piozzi, de Nereto, et son fils. Les travaux se montèrent à 650 000 lires. Lors de l'inauguration, la chapelle musicale était dirigée par le maître Mario Galiffa, de Torano, et par don Tiberio Varani, de Teramo.
Le Musée d'art sacré est rattaché au sanctuaire. Il abrite toutes les œuvres d'art et donations qui appartiennent à l'église, parmi lesquelles une croix d'argent du XVe siècle, attribuée à l'école de Nicola da Guardiagrele, des ostensoirs et des calices des années 1700, de facture napolitaine, et un bras, de l'école romaine, contenant une relique de Saint Flavien, protecteur de la ville. Le musée conserve aussi les couronnes, du XVIIIe siècle, de la Vierge et de l'Enfant, données à la fin du XIXe siècle par une famille de Torano Nuovo, ainsi que deux autres, données par toute la population toranese. Celles-ci furent bénies le 27 mai 1984 par le cardinal Pietro Palazzini, pour ce qui est de celle de la Vierge, et le 5 octobre 1997 par l'archevêque Antonio Nuzzi, en ce qui concerne celle de l'Enfant. Le musée a été inauguré et ouvert au public le 30 juin 2002, à l'occasion de la bénédiction de la statue de Saint Pie de Pietrelcina placée dans le jardin public en face de l'église.

### Église Saint Maxime à Varano
Édifiée aux alentours du Xe siècle ou du XIe siècle, elle est déjà enregistrée, en 1066, dans les biens soumis à la juridiction du Mont Cassin. L'édifice, qui est un exemple du style roman des Abruzzes, montre, sur sa façade orientée à l'ouest, un portail sous lequel devait se trouver un blason du Mont Cassin, ou un emblème plus récent. Du côté sud, il y a un portique soutenu par des colonnes avec des arcs, qui se répètent dans la loggia à fenêtre géminées. L'intérieur, à une seule nef, possède un autel de pierre, sur lequel demeurent des traces d'une fresque représentant la Vierge et les saints, qui a été, en 1565, recouverte par une toile représentant la Crucifixion avec la Vierge, Sainte Maxime et d'autres saints, tableau qui se trouve désormais dans le bureau du maire.

## Administration
| Période                                  | Période     | Identité  | Étiquette       | Qualité |
| ---------------------------------------- | ----------- | --------- | --------------- | ------- |
| 15 juin 2004                             | 8 juin 2009 | Dino Bepe | Centro Sinistra |         |
| 8 juin 2009                              |             | Dino Bepe | Centro Sinistra |         |
| Les données manquantes sont à compléter. |             |           |                 |         |

### Hameaux
Petrella, Valle Santa Maria, Villa Bizzarri.

### Communes limitrophes
Ancarano, Controguerra, Nereto, Sant'Egidio alla Vibrata, Sant'Omero.

## Personnalités nées à Torano Nuovo
- Le chimiste et naturaliste Vincenzo Comi naît à Torano Nuovo le 3 novembre 1746. Après des travaux sur l'application de la chimie à l'agriculture, il est élu, en 1820, au parlement de Naples. Il meurt en 1830 à Giulianova.
- Alberto Di Feliciantonio, « peintre paysan », est né à Torano Nuovo, en 1921.